# Stazione metropolitana

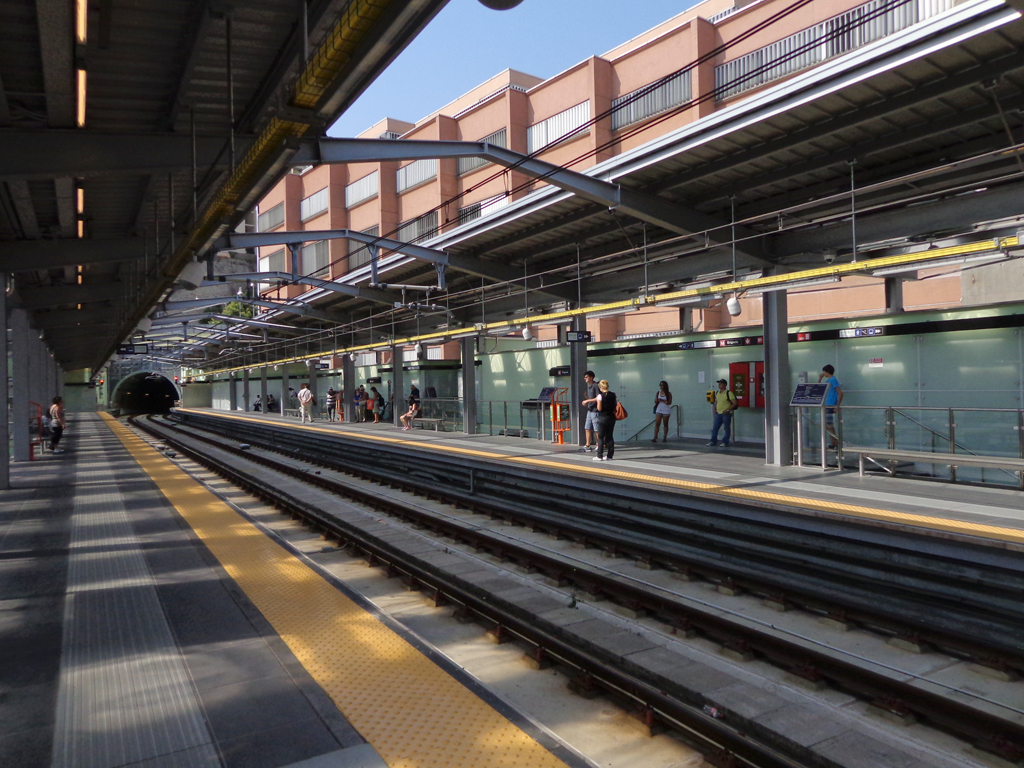
Dentro la stazione metropolitana di Genova.

La stazione della metropolitana è una stazione ferroviaria che si occupa di trasporti pubblici veloci, di tipologia metropolitana, tipica delle aree urbane. 
I passeggeri devono acquistare i biglietti per poter utilizzare i mezzi verso le varie destinazioni disponibili.

## Località
La scelta per una località di una stazione della metropolitana è attentamente studiata e pianificata per fornire un facile accesso a importanti strutture urbane come strade, centri commerciali, edifici importanti ed altri nodi di comunicazione.
La maggior parte delle stazioni metropolitane si trovano nel sottosuolo, con ingressi / uscite che portano i passeggeri a terra o al livello della strada. Le stazioni sono in genere posizionati in terreni riservati a strade pubbliche o parchi. Posizionando le stazioni metropolitane nel sotterraneo si riduce l'area esterna occupata della stazione, lasciando che i veicoli e i pedoni continuino a utilizzare l'area del pianterreno in modo simile a prima della costruzione della stazione. Il luogo di una stazione metropolitana è estremamente importante per essere correlato a strade urbane, dove gli spazi sotterranei sono altamente utilizzabili.
In altri casi, una stazione può essere sopraelevata rispetto a una strada o al livello del terreno a seconda del livello dei binari del treno. L'impatto visivo ed economico della stazione e delle operazioni correlate sarà maggiore. I pianificatori spesso optano per linee metropolitane sopra la terra dove la densità urbana diminuisce, per estendere ulteriormente il sistema a costi inferiori. Le metropolitane sono più comunemente utilizzate nelle aree urbane, con popolazione numerosa. In alternativa, un binario a livello strada ferroviario pre-esistente viene riutilizzato per il transito rapido.

## Strutture

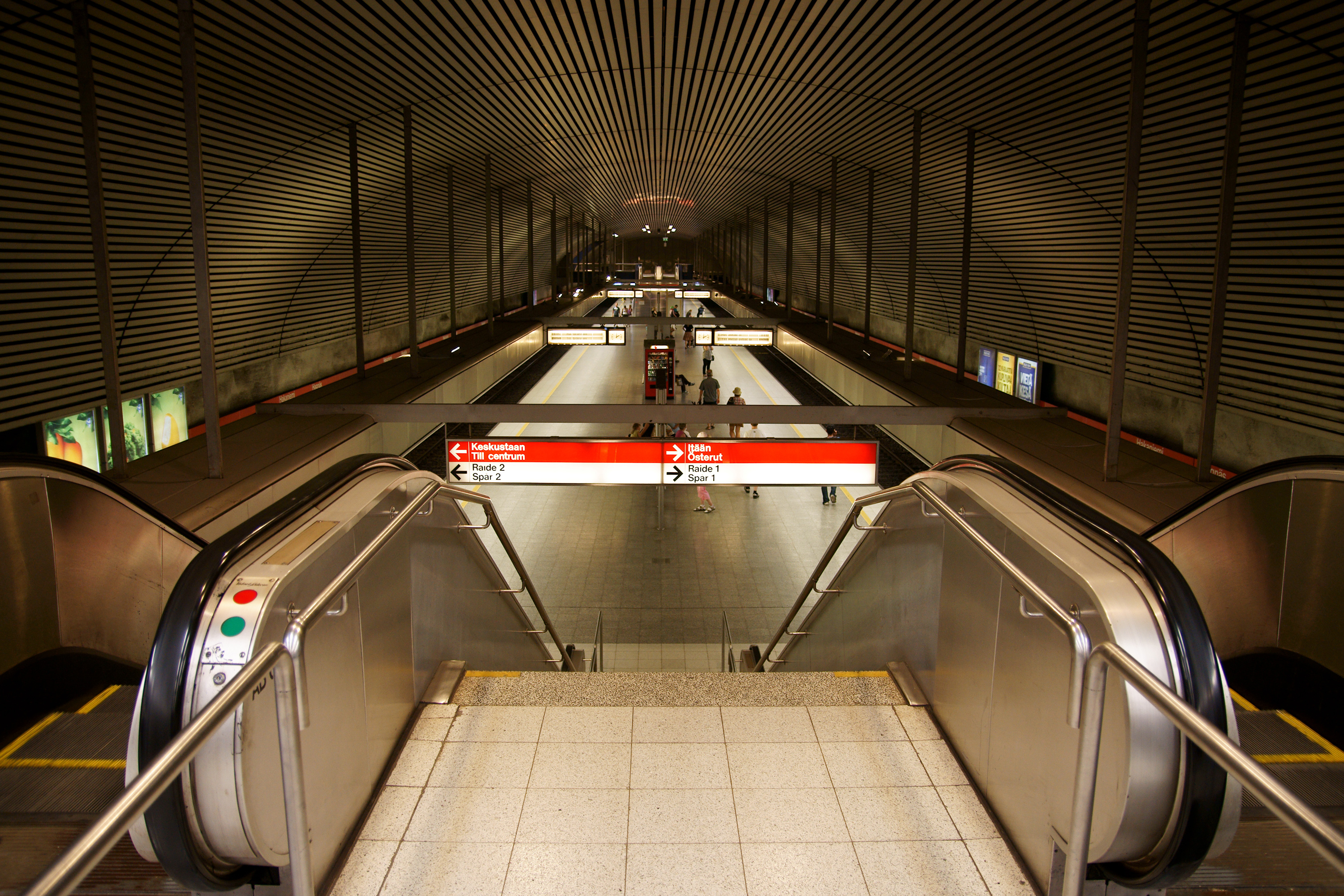
L'entrata della stazione di Hakaniemen, chiamata stazione di Helsinki

A livello della strada, il logo della compagnia metro segna le entrate / uscite della stazione. Di solito, la segnaletica mostra il nome della stazione e descrive le strutture della stazione e il sistema che serve. Spesso ci sono diversi ingressi per una stazione, evitando ai pedoni di attraversare una strada e ridurre l'affollamento.
In genere, una stazione della metropolitana offre sistemi di biglietteria automatica o manuale. La stazione è divisa in una zona ad accesso libero collegata alla strada e una zona a cui si accede solo con il biglietto, collegata alle piattaforme del treno. La barriera del biglietto consente ai passeggeri con biglietti validi di passare tra queste zone. La barriera può essere azionata dal personale o con tornelli automatici o porte che si aprono quando un passaggio di transito viene scansionato o rilevato. Alcuni piccoli sistemi di metropolitana non hanno i tornelli barriere zone pagate e convalidano i biglietti con il personale nelle carrozze dei treni.
L'accesso dalla strada al luogo di emissione dei biglietti e la piattaforma del treno può essere fornito di scale, piattaforme d'appoggio, scale mobili, ascensori e gallerie. La stazione è progettata per ridurre al minimo il sovraffollamento e migliorare il flusso, a volte designando i tunnel come una strada. Possono essere utilizzate barriere permanenti o temporanee per gestire le folle. Alcune stazioni della metropolitana hanno collegamenti diretti con importanti edifici vicini (vedi città sotterranea).
La legge impone che le persone con disabilità possano avere un uso non assistito della stazione. Questo è risolto con gli ascensori, che portano un gran numero di persone dal livello stradale all'area di uscita in una zona ad accesso libero, e quindi dall'area a pagamento alla piattaforma. Inoltre, ci sono soluzioni per le emergenze, con illuminazione, uscite di emergenza e sistemi di allarme installati e mantenuti. Le vie di evacuazione per i passeggeri disabili in difficoltà che fuggono da un treno sono parte fondamentale di un progetto di evacuazione di una stazione metropolitana.
Una stazione della metropolitana può fornire servizi aggiuntivi, come servizi igienici, chioschi e servizi per il personale e i servizi di sicurezza, come la polizia di transito.

## Progettazione architettonica
Le stazioni della metropolitana, a differenza delle stazioni ferroviarie e degli autobus, hanno spesso delle caratteristiche artistiche per identificare ogni fermata in modo più visivo. Alcune stazioni hanno delle sculture o degli affreschi per identificare le fermate. Le stazioni metropolitane sono progettati per offrire un'entrata/uscita, in alcuni paesi si offrono anche dei contributi artistici e architettonica per rendere il locale più apprezzato dai i clienti. Per esempio, la stazione di Baker Street a Londra è adornata con piastrelle raffiguranti di Sherlock Holmes. Anche, il tunnel per la stazione Concorde di Parigi è decorato con piastrelle che scandiscono la "Déclaration des Droits de l'Homme et du Citoyen".  Ogni stazione metropolitana di Valencia, in Spagna, ha una scultura diversa vicino alle biglietterie. Ognuna delle quattro stazioni originali sulla linea 2 della metropolitana di Pechino è decorata con elementi della cultura cinese tradizionale. 
Alcune stazioni metropolitane, come quelle di Napoli, Stoccolma, Mosca, San Pietroburgo, Tashkent, Kiev, Montreal, Lisbona, Kaohsiung e Praga sono famose per la loro bellezza architettonica e l'arte pubblica. La metropolitana di Parigi è famosa per i suoi ingressi in stile Art Nouveau; mentre la metropolitana di Atene è conosciuta per la sua esposizione di reperti archeologici trovati durante la costruzione. 
Tuttavia, non sempre gli architetti della metropolitana si sforzano di rendere tutte le stazioni artisticamente uniche. Il nuovo sistema di Sir Norman Foster a Bilbao, in Spagna, utilizza la stessa architettura moderna in ogni stazione per facilitare la navigazione per il passeggero, anche se alcuni potrebbero obiettare che ciò è a scapito del personaggio.
Le stazioni della metropolitana di solito presentano la pubblicità di poster e video di spicco, specialmente in luoghi in cui le persone sono in attesa, producendo un flusso di entrate alternativo per l'operatore.